# Thailand Open 2005
Die Thailand Open 2005 im Badminton fanden in Bangkok vom 29. März bis zum 3. April 2005 statt.

## Austragungsort
- Nimibutr National Stadium

## Sieger und Platzierte
| Disziplin    | Gold                       | Silber                              | Bronze                                          |
| ------------ | -------------------------- | ----------------------------------- | ----------------------------------------------- |
| Herreneinzel | Muhammad Hafiz Hashim      | Kenneth Jonassen                    | Boonsak Ponsana                                 |
| Herreneinzel | Muhammad Hafiz Hashim      | Kenneth Jonassen                    | Ronald Susilo                                   |
| Dameneinzel  | Yao Jie                    | Xu Huaiwen                          | Pi Hongyan                                      |
| Dameneinzel  | Yao Jie                    | Xu Huaiwen                          | Kanako Yonekura                                 |
| Herrendoppel | Jung Jae-sung Lee Jae-jin  | Lars Paaske Jonas Rasmussen         | Chew Choon Eng Choong Tan Fook                  |
| Herrendoppel | Jung Jae-sung Lee Jae-jin  | Lars Paaske Jonas Rasmussen         | Gan Teik Chai Zakry Abdul Latif                 |
| Damendoppel  | Lee Hyo-jung Lee Kyung-won | Zhang Dan Zhang Yawen               | Jiang Yanmei Li Yujia                           |
| Damendoppel  | Lee Hyo-jung Lee Kyung-won | Zhang Dan Zhang Yawen               | Saralee Thungthongkam Sathinee Chankrachangwong |
| Mixed        | Lee Jae-jin Lee Hyo-jung   | Thomas Laybourn Kamilla Rytter Juhl | Sudket Prapakamol Saralee Thungthongkam         |
| Mixed        | Lee Jae-jin Lee Hyo-jung   | Thomas Laybourn Kamilla Rytter Juhl | Xie Zhongbo Zhang Yawen                         |

## Finalergebnisse
| Disziplin    | Sieger                     | Finalist                            | Ergebnis           |
| ------------ | -------------------------- | ----------------------------------- | ------------------ |
| Herreneinzel | Muhammad Hafiz Hashim      | Kenneth Jonassen                    | 15-13, 15-13       |
| Dameneinzel  | Yao Jie                    | Xu Huaiwen                          | 11-6, 11-7         |
| Herrendoppel | Jung Jae-sung Lee Jae-jin  | Lars Paaske Jonas Rasmussen         | 15-11, 15-5        |
| Damendoppel  | Lee Kyung-won Lee Hyo-jung | Zhang Dan Zhang Yawen               | 9-15, 15-11, 15-13 |
| Mixed        | Lee Jae-jin Lee Hyo-jung   | Thomas Laybourn Kamilla Rytter Juhl | 15–12, 15-12       |